# Чорноземне (Василівський район)
Чорнозе́мне (Андрієве, № 32) — село в Україні, у Роздольській сільській громаді Василівського району Запорізької області. Населення становить 142 осіб. До 2020 року орган місцевого самоврядування — Таврійська сільська рада.

## Географія
Село Чорноземне розташоване за 80 км від областного центру та 24 км від районного центру,  на одному з витоків річки Карачокрак. За 2 км знаходиться найближче сусіднє село Зелений Гай.

## Історія
Лютеранське село Андебург (Андребург) засновано у 1850 році (за іншими даними у 1865 році).
У вересні 1941 року депортовано чоловіче населення села у віці від 16 до 60 років.
У 1943 році перейменоване в село Чорноземне.
12 червня 2020 року, відповідно до розпорядження Кабінету Міністрів України № 713-р «Про визначення адміністративних центрів та затвердження територій територіальних громад Запорізької області», село увійшло до складу Роздольської сільської громади.
19 липня 2020 року, в результаті адміністративно-територіальної реформи та ліквідації Токмацького району село увійшло до складу Василівського району.

## Населення

### Мова
Розподіл населення за рідною мовою за даними :
| Мова       | Кількість | Відсоток |
| ---------- | --------- | -------- |
| українська | 128       | 90.14%   |
| російська  | 14        | 9.86%    |
| Усього     | 142       | 100%     |